# یواس‌اس نتل (۱۸۶۲)
یواس‌اس نتل (۱۸۶۲) (به انگلیسی: USS Nettle (1862)) یک کشتی بود که طول آن not known بود.